# St-Pierre-le-Clair
St-Pierre-le-Clair ist die Ruine einer romanischen Kirche bei Bouriège im Département Aude in Frankreich.

## Geschichte
Die dem heiligen Simon Petrus geweihte Kirche wurde im 11. oder 12. Jahrhundert als Kirche des heute zur Wüstung gewordenen gleichnamigen Dorfes Saint-Pierre-le-Clair errichtet. Sie entsprach einer typischen romanischen Dorfkirche der Region mit einschiffigem Langhaus mit anschließender eingezogener Halbkreis-Apsis im Osten. Die Ersterwähnung erfolgte 1176. Das Gotteshaus war zunächst Eigenkirche und wurde 1210 durch Bertrand de Niort der Abtei Fontfroide geschenkt. Diese wiederum überließ St-Pierre-le-Clair der Abtei Alet-les-Bains im Austausch für andere Ländereien. Das Dorf wurde wohl schon im Lauf des 13. Jahrhunderts aufgegeben.
Nach dem Jahr 2013 wurden große Teile der Wüstung durch die Errichtung von sechs Windkraftanlagen überbaut. Die Kirchenruine blieb unmittelbar nördlich der Anlage Nr. 4 jedoch erhalten.